# Clubiona vigillella
Clubiona vigillella är en spindelart som beskrevs av Embrik Strand 1918. Clubiona vigillella ingår i släktet Clubiona och familjen säckspindlar. Inga underarter finns listade i Catalogue of Life.